# K-429
Das K-429 war ein Atom-U-Boot der sowjetischen Marine und gehörte der Charlie-Klasse an. Es sank in den 1980er-Jahren zweimal.

## Geschichte
Das K-429 wurde 1971 in Gorki auf Kiel gelegt und Ende Oktober 1973 in Dienst gestellt. Es wurde der Pazifikflotte zugeteilt.

### Erstes Sinken
Im Frühjahr 1983 kehrte K-429 von einer Routinefahrt zurück, der sich eine Überholung anschließen sollte. Das Boot blieb jedoch während dieser Zeit im Trockendock offiziell in Dienst gestellt. So verlangte das Hauptquartier und der Vorgesetzte von Kommandant Nikolai Suworow Konteradmiral Oleg Jerofejew im Juni, dass das Boot an einer Übung teilnehmen sollte, die eigentlich erst für den Herbst geplant war. K-429 wurde ausgedockt und seebereit gemacht. Da ein Teil der Besatzung jedoch nicht kontaktiert werden konnte, wurden entgegen den Vorschriften der Marine Besatzungsmitglieder von fünf anderen Booten auf K-429 befohlen. Am 23. Juni legte es schließlich ab. Anstatt jedoch, wie befohlen, sofort ins 2.000 Meter tiefe Testgebiet zu fahren, bestand Kommandant Suworow auf einem Testtauchmanöver in flachem Wasser.
Eine Reihe menschlicher Fehler führte schließlich zum Sinken des Bootes. So waren Abluftventile, die in der Werft für bessere Luft im Boot und zum Rauchabzug geöffnet worden waren, nicht wieder geschlossen worden. Dadurch traten rund 420 Tonnen Seewasser in die hinteren Abteilungen ein und töteten 14 Besatzungsmitglieder im Reaktorraum, nachdem diese den Reaktor abschalten und den Wassereinbruch melden konnten. Gegen Mitternacht des 23. Juni lag das Boot bewegungslos am Grund in etwa 39 Metern Wassertiefe. Als nach Stunden noch keine Hilfe gekommen war, auch weil die Notbojen an den Rumpf geschweißt worden waren, verließen zwei Freiwillige das Boot und gelangten durch Torpedorohre zur Oberfläche, wo sie an Land schwammen und Hilfe holten. Nachdem diese eingetroffen war, verließ auch die restliche Besatzung durch die Torpedorohre und die hintere Rettungsluke das Boot, wobei zwei weitere Seeleute ihr Leben verloren.
Das Boot wurde im August gehoben und überholt, so dass es später wieder in Dienst gestellt werden konnte. Kapitän Suworow wurde im Anschluss an das Unglück zu zehn Jahren Gefängnis verurteilt, da ihm vorgeworfen wurde, vor dem Tauchgang die Mannschaft nicht auf Tauchstation befohlen zu haben. Die für den Auslaufbefehl verantwortlichen Kommandeure wurden nicht belangt.

### Zweites Sinken
Am 13. September 1985 war das K-429 überholt worden und wurde wieder in Dienst gestellt. An diesem Tag lag das Boot an der Kaimauer in Wiljutschinsk und sank dort erneut. Wiederum wurde K-429 gehoben, dann aber endgültig außer Dienst gestellt.